# Bruno Cotte
Bruno Cotte (Lione, 10 giugno 1945) è un magistrato francese.
È stato giudice della Corte penale internazionale (CPI), Divisione giudicante.

## Presidente di sezione alla CPI
A seguito delle dimissioni di Claude Jorda, nel luglio 2007 il governo francese presenta la candidatura di Bruno Cotte alla Corte penale internazionale. È eletto il 30 novembre, con 79 voti su 109 votanti, al primo turno nel corso dei lavori della sesta sessione dall'assemblea degli Stati Parte del Statuto di Roma della Corte penale internazionale. Il suo mandato, che ha inizio il 17 gennaio 2008, ha la durata di quattro anni e due mesi, fermo restando che esso subisce una proroga fino alla definizione dei procedimenti in corso. Assegnato alla Sezione di primo grado, dall'ottobre 2008 presiede la Camera di primo grado n. 2. Il mandato di Cotte ha quindi termine il 31 maggio 2014.

## In magistratura
Cotte è entrato in magistratura nel 1970. È il principale collaboratore di Pierre Arpaillange al Ministero della Giustizia e alla Procura generale di Parigi. Dal 1984 al 1990 è direttore degli Affari penali e di grazia al Ministero della Giustizia. Successivamente, riveste incarichi di grande prestigio: procuratore generale presso la corte d'appello di Versailles (1990), procuratore della Repubblica di Parigi (1990-1995), avvocato generale presso la corte di cassazione (1995-2000), presidente della sezione penale della stessa (2000-2007). In qualità di decano, è Primo presidente ad interim della corte di cassazione dal 5 marzo al 30 maggio 2007. Candidato naturale alla Prima presidenza della suprema corte, gli viene preferito Vincent Lamanda che è eletto dal Consiglio superiore della magistratura con cinque voti contro quattro per Cotte e un'astensione.

## Membro dell'Institut de France
Il 6 dicembre 2010 è eletto all'Académie des sciences morales et politiques, una delle cinque accademie dell'Institut de France, succedendo a Roland Drago. Vice presidente dal 2023, ne assumerà la presidenza dal 1º gennaio 2024.